# Teodora Suárez de Roldán
Teodora Suárez de Roldán (Manogasta, s. XVIII-XIX) va ser una camperola argentina.
Es desconeix l'any de naixement, quan va esclatar la Revolució de Maig el 25 de maig de 1810 a l'Argentina, tenia uns 70 anys. Durant molt de temps, el nom d'aquesta dona va ser desconegut i va ser el pare Ángel Carranza, que la va conèixer personalment, qui el va donar a conèixer.
Es va fer cèlebre per la seva mostra de patriotisme, durant l'estada d'oficials de l'exèrcit revolucionari a les províncies del nord del país el setembre de 1810. Residia a la localitat de Manogasta, a la província de Santiago del Estero. Hom afirma que vivia en una barraca d'aspecte miserable, on els oficials, encapçalats per l'advocat Juan José Castelli, van entrar a descansar per necessitat mentre feien el relleu de cavalls, per després continuar la marxa.
Mentre Castelli i els seus acompanyants s'estaven a la casa, Suárez va mantenir-se amb un posat alegre i va regalar una flor del camp al líder revolucionari, que, encuriosit pel seu aspecte alegre, li va preguntar quina edat tenia. Suárez li va contestar somrient: «Senyor, no soc tan vella com semblo, no tinc sinó 4 mesos d'edat». Castelli li va demanar explicacions per aquella resposta i ella, com a mostra del seu patriotisme, li va dir que es considerava nascuda el dia de la revolució, i que la seva vida anterior no comptava perquè el seu país no era lliure. Hom afirma que l'explicació la va pronunciar amb veu sonora, rostre animat i satisfet.
Té un carrer dedicat a la ciutat de Santiago del Estero.